# 朝鲜人民军第2军
朝鲜人民军第2军是朝鲜人民军陆军的一个军，组建于1950年6月12日，首任军长为金光侠，曾参与朝鲜战争春川战役，下辖2、5、7师。现驻地为黄海北道平山郡。

## 历任军长
- 金光侠
- 金雄
- 李权武
- 武亭
- 崔贤，1951年2月
- 全文燮
- 崔勇进，1955年10月
- 池炳学，1957年2月
- 柳京洙，1958年
- 許鳳學，1959年
- 金铁万，1965年1月
- 李斗益，1968年6月
- 朱道日，1972年5月
- 李斗益，1976年4月
- 金格植，1994年10月至2007年4月